# Candomblé de caboclo

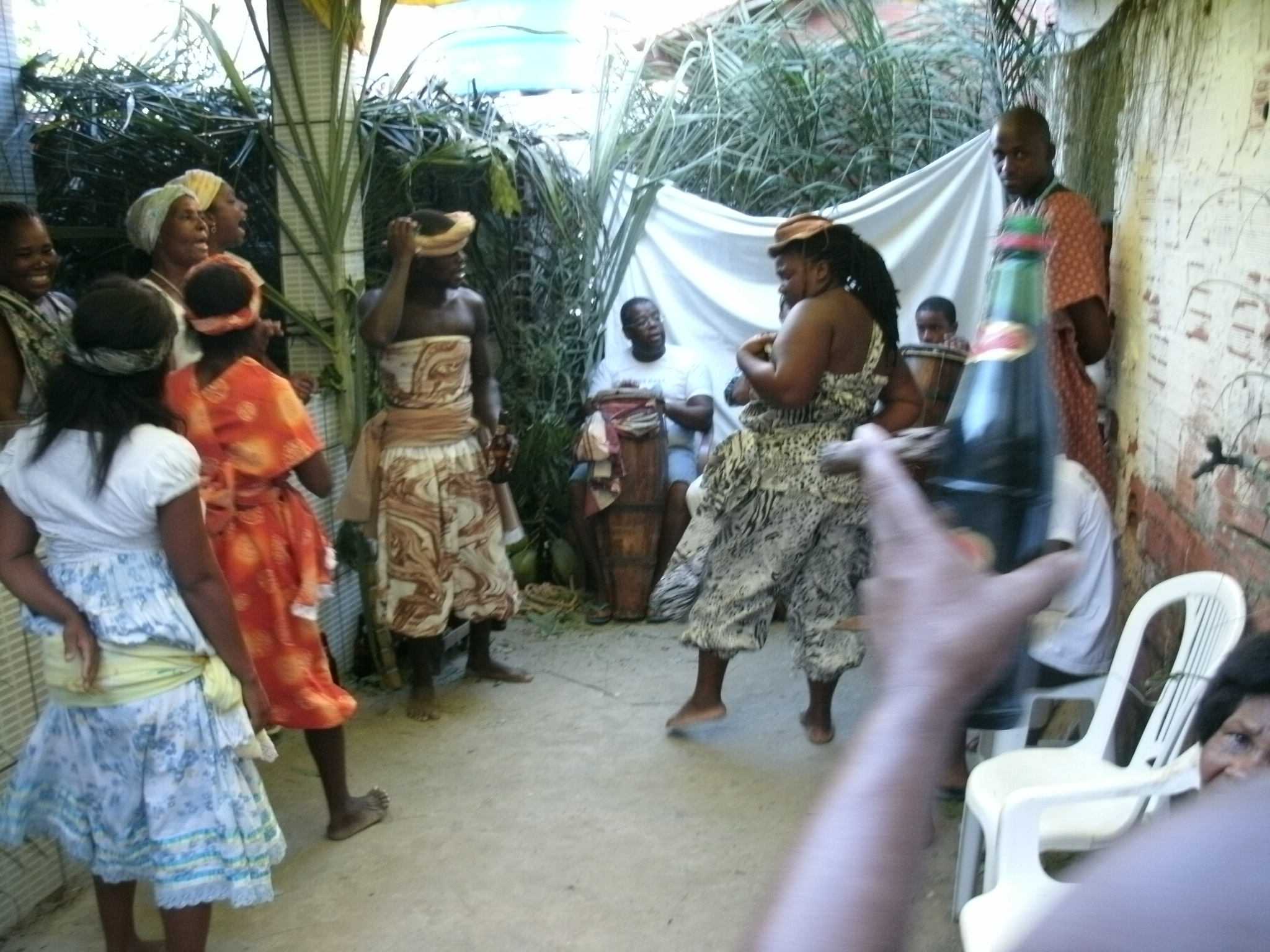
Candomblé de Caboclo, em Itaparica (BA).

Candomblé de Caboclo é todo candomblé que além do culto aos orixás, voduns ou inquices, cultua também espíritos indígenas das Américas, chamados de entidades, catiços (ou caboclos boiadeiros) e gentileiros. Não considerado uma nação especificamente, mas sim terreiros de Candomblé que adotaram o culto dessas entidades em dias diferentes do culto das divindades.

## Peculiaridade
A entidade, ou caboclo, exerce um papel fundamental no relacionamento da comunidade afro brasileira, pois fala o idioma português, papel que os orixás só fazem no idioma africano, chamado iorubá, assim conquistando a popularidade dos crentes/devotos, que não entendem a língua dos orixás. 
São encarregados de trazer mensagens dos seus ancestrais, principalmente de entes queridos desencarnados há pouco tempo, aconselhando os desesperados com um novo caminho, indicando banhos de folha sagrada e pequenas oferendas para resoluções dos problemas.

## Oferendas de caboclo

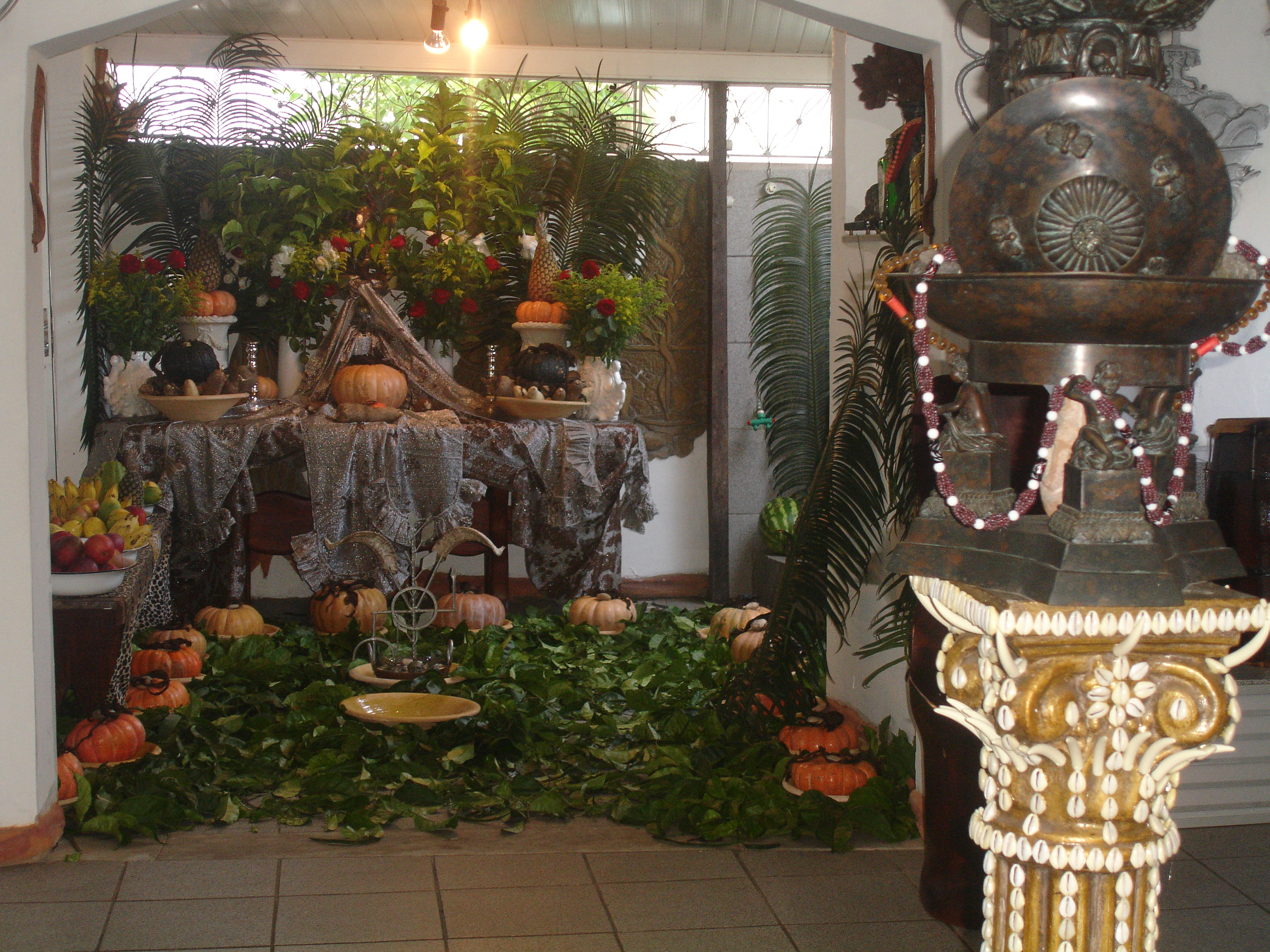
Oferenda para caboclo, o ancestral indígena no Candomblé

As oferendas de caboclo são fartas e variadas, constituídas de uma grande variedade de frutas, legumes, raízes e até mesmo doces. Um elemento indispensável é a abóbora girimum, que é recheada com fumo de rolo e mel de abelha, oferenda de galos, carneiros, peru e qualquer pássaro, são bem vindos e apreciados. A jurema é a bebida sagrada, considerada o néctar dos deuses e disputada não só pelas entidades, mas por todos os presentes.
Além dos caboclos, incorporam com espíritos que se denominam Exu (masculino) e pombagira (feminino), mas não é o Exu Orixá do Candomblé, são bem diferentes, são denominados Exu de Umbanda.
O exu catiço ou Exu de Umbanda, como é chamado o Exu não Orixá, pombagiras e afins não pertencem ao Candomblé de casas tradicionais. O que existe são zeladores (Babalorixás) que tiveram passagem pelo Candomblé de Caboclo ou pela Umbanda e depois se iniciaram no Candomblé e trouxeram consigo algumas entidades da Umbanda, mas o fato não as torna do Candomblé, pois essas entidades estão em casas de Candomblé de Caboclo, porém são Guias da Umbanda.
No Candomblé de Caboclo as entidades recebem nomes um pouco diferente da Umbanda. Além dos caboclos de pena, que usam penachos como os da Umbanda, há outros que normalmente usam um chapéu de couro, os boiadeiros.

### Alguns caboclos
- Sultão das Matas
- Eiru ou Eru
- Gentileiro
- Jubiabá
- Boiadeiro Laje Grande
- Boiadeiro Laje Branca
- Pena Branca
- Pena Verde
- Tupiaçu
- Guarani
- Raizeiro
- Mata Cerrada
- Marujo
- Tibiriça
- Tupinambá
- Tupiniquim
- Sete flechas
- Sete Serras
- Sete Pedreiras
- Sete montanhas
- Serra Negra
- Pedra Preta
- Jurema
- Iara
- Dona Rosa
- Mariana
- Ventania